# Szewki Bektore
Szewki Bektore, krymskotat. Шевкъий Бектёре (ur. 26 grudnia 1888 w Kavaklarze, zm. 20 grudnia 1961 w Stambule) – krymskotatarski poeta, nauczyciel, językoznawca, badacz kultury Tatarów krymskich, jeden z reformatorów alfabetu krymskotatarskiego.

## Życiorys
Jego ojciec był Tatarem krymskim, nauczycielem. Szewki w wieku pięciu lat przeprowadził się wraz z rodziną z Rumunii do Turcji, uczył się w szkole podstawowej i średniej w miejscowości Haymana. Następnie kształcił się w Stambule na Uniwersytecie Stambulskim. Pierwszy raz pojechał na Półwysep Krymski w 1909 roku w poszukiwaniu krewnych; zajmował się poznawaniem etnografii i folkloru Tatarów krymskich. Wyjechał do Iranu w 1914 roku. Jako obywatel turecki został zmuszony do powrotu z Rosji do Turcji oraz zwerbowany do armii tureckiej. 
Ożenił się w 1918 roku i wyjechał na Krym. Pracował na Krymie jako nauczyciel, założył szkołę w Kuru-Ozen ze swoim przyjacielem Amide Hanımem. Przeniósł się do Symferopola w 1920 roku. Uczył w gimnazjum pedagogicznym w Totajkoj w latach 1921–1922. Był jednym z reformatorów alfabetu krymskotatarskiego w latach 20. XX wieku. Przebywał następnie w Dagestanie i Turkmenistanie. 25 marca 1932 roku NKWD aresztowało go w Turkmenistanie. Został skazany na 10 lat więzienia o zaostrzonym rygorze w 1932 roku, zarzucono mu nacjonalizm. Przebywał w niewoli do 1946 roku. Po odbyciu wyroku zamieszkiwał w mieście Yangiyoʻl w Uzbekistanie do 1948 roku. W tymże roku 17 grudnia ponownie go aresztowano i zesłano na Syberię. Przebywał w łagrze w Krasnojarsku; został zwolniony z zesłania w 1956 roku, przyczyniła się do tego pomoc tureckiej ambasady oraz wstawiennictwo rodziny. Po powrocie z Rosji zamieszkał w Stambule; zmarł w Turcji.

## Twórczość
Pierwszy wiersz napisał w 1910 roku, a jeden z jego wierszy pt. Silem opublikowało tureckie czasopismo „Türk Yurdu” w 1917 roku. Publikacje książkowe:
- Ergenekon – tom wierszy (Symferopol, 1920)[1]
- Tatardża sarf wie nachw – publikacja nt. gramatyki i składni języka krymskotatarskiego (1923)[1]
- Tatar elifbiesi – publikacja o alfabecie tatarskim (1925)[1]
- Turkmien tilinin sarfy – książka o gramatyce języka turkmeńskiego (Aszchabad, 1927)[1]
- Wolga kyzyl akarken – wspomnienia (Turcja, 1965)[1]